# Dražen Vrh, Sveta Ana
Dražen Vrh este o localitate din comuna Sveta Ana, Slovenia, cu o populație de 181 de locuitori.